# Susanna Petruni
(La Petruni quando il Palio di Siena inizia regolarmente)
Susanna Petruni (Roma, 18 febbraio 1961) è una giornalista italiana.

## Biografia
Nei primi anni ottanta viene assunta nel quotidiano Ore 12 e nel 1984, dopo aver sostenuto l'esame di stato, entra nell'albo dei giornalisti professionisti. Nel corso della sua carriera collabora con i quotidiani Il Messaggero e Italia Oggi e entra in Radio Rai partecipando alle trasmissioni Radio anch'io, Onda Verde e Notturno Italiano.
Nel giugno 1991 viene assunta nella redazione economica del Giornale Radio e successivamente passa alla stessa redazione del TG1. Nel 1994 e nel 1996 collabora con trasmissioni di Bruno Vespa. Diventa poi la prima donna telecronista del Palio di Siena: lo commenta la prima volta il 16 agosto 1994 e poi stabilmente dal 2 luglio 1996 al 16 agosto 2014 (i Palii del 2 luglio 1994 e 2 luglio 1995 vennero trasmessi da Canale 5 mentre quello del 16 agosto 1995 da Telemontecarlo) insieme ad Emilio Ravel e Maurizio Bianchini. Nel 1999 diventa inviata nella redazione politica.
Il 1º luglio 2003, nel servizio del TG1 sulla seduta inaugurale del semestre italiano di presidenza della UE, la Petruni omette di trasmettere il sonoro del premier, Silvio Berlusconi, che diceva kapò (guardia nazista) all'eurodeputato tedesco Martin Schulz, il quale gli aveva mosso delle critiche politiche. L'episodio venne invece trasmesso dai telegiornali di tutto il mondo e il Financial Times in proposito del filmato italiano muto, scrisse: I media sovietici sotto Breznev non avrebbero potuto fare di meglio.
Diventa successivamente conduttrice dell'edizione delle 13:30 del TG1 e dal 2009 è anchorman dell'edizione delle 20:00, diventando inoltre vicedirettore del telegiornale.
Vi sono state molte polemiche in seguito all'edizione del TG1 del 7 aprile 2009, dove la giornalista diede i dati d'ascolto delle edizioni del telegiornale e dello speciale di Porta a Porta del giorno prima, in occasione del terremoto dell'Aquila.
È considerata una "fedele scudiera del Cavaliere" e più volte, in epoca di governi di centrodestra, è stata in pole position per ottenere la direzione di RAI 2 o del Tg2.
Nell'autunno 2009, il sito Dagospia segnala che Petruni, durante la conduzione del Tg1, sfoggia un vistoso gioiello a forma di farfalla, secondo la tipologia di oggetti utilizzati da Berlusconi come regalo per amiche ospiti ed escort. Petruni reagisce duramente all'articolo di Dagospia e con un'appassionata lettera si dichiara vittima di un attacco personale; nella lettera Petruni nega di possedere un ciondolo a forma di farfalla e dichiara che le foto pubblicate su internet in cui la giornalista sembra effettivamente portare un siffatto ciondolo sono solo fotomontaggi amatoriali. Il quotidiano La Repubblica smentisce però la versione di Petruni e rivela di aver visionato un filmato (non recente) del TG1 in cui la giornalista sfoggia un ciondolo a forma di farfalla.
A dicembre 2011 riceve il Premio Bellezze D'Italia per la direzione del programma Uno Mattina nella cerimonia tenutasi alla Galleria Alberto Sordi di Roma.
L'11 ottobre 2012 sposa il dirigente dell'Alitalia Massimo Roascio. Alla festa prendono parte alcuni politici come Silvio Berlusconi, Gianni Alemanno, Maurizio Gasparri, Paolo Bonaiuti e Pier Ferdinando Casini.
Il 19 febbraio 2015 il Fatto Quotidiano pubblica una lettera del 25 agosto 2010 attribuita al consigliere Rai Antonio Verro, indirizzata all'allora premier Silvio Berlusconi, nella quale si indicano alcune trasmissioni definite "antigovernative", si suggeriscono accorgimenti per sabotarle e si sollecita la nomina di Susanna Petruni a direttore di Rai Due.
Attualmente è conduttrice di alcuni spazi di Rai Parlamento, di cui è uno dei vicedirettori.